# Kalidou Cissokho
Kalidou Cissokho – em azeri, Xalidu Sissoko (Dacar, 28 de agosto de 1978) é um ex-futebolista senegalês que jogava como goleiro.

## Carreira em clubes
Cissokho iniciou a carreira no ASC Jeanne d'Arc de Dacar, em 1998. Pela equipe da capital senegalesa, foi campeão nacional 4 vezes e venceu uma Copa da Assembleia Nacional (Supercopa) em 2001.
Foi no futebol do Azerbaijão que o goleiro teve maior destaque, representando o Baku FK por 8 temporadas. Nos Zolaqlılar, atuou em 117 partidas oficiais e venceu o Campeonato Azeri em 2005–06 e 2008–09, conquistando ainda 4 edições da Copa do Azerbaijão. Se aposentou dos gramados pela primeira vez ao final da temporada 2011–12, quando não entrou em campo em nenhuma competição disputada pelo Baku FK. Ele detém a segunda maior sequência sem levar gols na primeira divisão: 985 minutos na temporada 2006–07, sendo eleito ainda o melhor goleiro da competição em 2008–09, batendo a marca anterior de 975 minutos, que pertencia ao próprio.
Após 4 anos de aposentadoria, Cissokho retomou a carreira em Portugal, assinando com o FC Setúbal, time do Campeonato Distrital da 2ª da AF Setúbal. Ele atuou em 13 jogos com a camisa dos Guerreiros antes da aposentadoria definitiva, em 2018.

## Seleção Senegalesa
Pela Seleção Senegalesa, o goleiro disputou apenas uma partida, contra a Gâmbia, válida pela Taça Amílcar Cabral de 2001.
Não-convocado para a Copa das Nações Africanas de 2002 (o Senegal terminou com o vice-campeonato), Cissokho foi o terceiro goleiro da equipe na Copa do Mundo, acompanhando no banco de reservas a surpreendente campanha senegalesa na competição, e na Copa Africana de 2004, foi também a terceira opção ao gol dos Leões de Teranga.

## Títulos
ASC Jeanne d'Arc
- Campeonato Senegalês: 1999, 2001, 2002, 2003
- Copa da Assembleia Nacional do Senegal: 2001

Baku FK
- Campeonato Azeri: 2005–06 e 2008–09
- Copa do Azerbaijão: 2004–05, 2009–10, 2011–12